# Hartmut Merkt
Hartmut Merkt (* 8. September 1953 in Stuttgart; † 19. November 2019) war ein deutscher Schriftsteller.

## Leben
Der Sohn von Hilda und Eugen Merkt verbrachte seine Kindheit und frühe Jugend in Heutingsheim, einem Dorf nahe Ludwigsburg, sowie in der Kleinstadt Alpirsbach im Schwarzwald. In Heutingsheim besuchte er zuerst die örtliche Volksschule und wechselte dann auf das Mörike-Gymnasium (in Ludwigsburg).
Er unterbrach seine Schulzeit 1971 für ein mehrjähriges Mathematikstudium in Finnland, wo er sich zudem in der Stadt Tampere mit verschiedenen Aushilfstätigkeiten finanziell über Wasser hielt. Die Begegnung mit der finnischen Kultur, Landschaft und Sprache, die er erlernte, beeinflusste sein bereits in Deutschland begonnenes literarisches Schaffen nachhaltig.
Nach seiner Rückkehr von Finnland nach Deutschland absolvierte er das Externen-Abitur und begann ein weiteres Studium: Germanistik, Philosophie, Geschichte, Mathematik und praktischen Journalismus an den Universitäten Stuttgart und Freiburg im Breisgau, das er mit einer Promotion (mit Bestnote) abschloss.
Nach verschiedenen Ortswechseln lebte Hartmut Merkt ab 1982 in Freiberg am Neckar. Er war verheiratet und hat einen Sohn und eine Tochter.

## Schaffen
Während seiner Schulzeit beschäftigte sich Hartmut Merkt mit der Lyrik Georg Trakls und Paul Celans sowie mit Franz Kafka. Durch diese Dichter wurde auch das Interesse an der jüdischen Literatur – und hier speziell die deutschsprachige der Juden in der Bukowina – geweckt. Dadurch rückten Schriftsteller wie etwa Rose Ausländer, mit der er später einen Briefkontakt unterhielt, oder Immanuel Weißglas in den Fokus seiner Aufmerksamkeit. 
Merkt begann während seiner Schulzeit, Lyrik zu verfassen und mit ihr zu experimentieren und gab mit Jürgen Turner sowie mit Gerhard Ille die Zeitschrift Bisbala heraus. Er setzte dies auch während seines Studiums fort; als Folge daraus gründete er Anfang der 1980er Jahre in Stuttgart mit anderen Literaturinteressierten und -schaffenden eine Gruppe unter dem Namen „Literateam“. Diesem Zusammenschluss nach dem Vorbild der „Gruppe 47“ gehörten unter anderem auch die Schriftsteller Alexander Bertsch, Claire Beyer, Wolle Kriwanek und Margarete Hannsmann an.

Nachdem er zuvor einige experimentelle Hörspiele verfasst hatte, schrieb er mit dem eng mit ihm befreundeten Dichter und Komponisten Alexander Bertsch Anfang der 1980er Jahre das Theaterstück Philemon und Baukis 81 und später zwei weitere Theaterstücke. Mit Bertsch und anderen Mitgliedern des „Literateams“ hielt Merkt Lesungen in Buchhandlungen, Bibliotheken und diversen Organisationen, u. a. am Stuttgarter Literaturtelefon, im Kerner-Haus oder bei den Baden-Württembergischen Literaturtagen. Weitere Lesungen in Schweden, Italien, Frankreich u. a. folgten.
In dieser Zeit entwickelte Merkt den für ihn typischen Stil einer „gestörten Naturlyrik“. Zugleich setzte er sich in kritischen politischen Gedichten und magisch-politischen Erzählungen mit dem Zeitgeschehen auseinander. Diese Auseinandersetzung mit aktuellen politischen oder sozialen Themen findet sich auch in seinem späteren Werk. Außerdem verfasste Merkt (oft skurrile) Liebesgedichte sowie lyrische Porträts wie z. B. über Justinus Kerner, Margarete Hannsmann oder Georg Trakl.

## Auszeichnungen
- 1978: Internationaler Lyrikpreis des Invandrarnas Kulturcentrum von Schweden[2]
- 1987: Einladung zur Teilnahme an der Endauswahl Leonce-und-Lena-Preis der Stadt Darmstadt anlässlich des Literarischen März 1987 und ausgewählt für den politischen Preis für das Gedicht Sein Land[2]
- 1988: Stipendium des Förderkreises deutscher Schriftsteller in Baden-Württemberg[2]
- 1989: Einladung beim Literarischen Colloquium Berlin[2]
- 1991: Stipendium des Förderkreises deutscher Schriftsteller in Baden-Württemberg[2]
- 1993: 1. Preis des Wettbewerbs Lyrik des Kultusministeriums Baden-Württemberg.
- 2000: Förderung als Preis des Innen- und Kunstministeriums Baden-Württemberg.[2]

## Veröffentlichungen (Auswahl)

### Lyrik (Auswahl)
- „Heleon“, Gedichte 1969 – 1975, Gedrucktes Typoskrip, Bisbala Verlag,
- „Vårt nya land“, (Invandrarnas Kulturtidskrift), Schweden, 1979
- „Für alle Fälle verlier ich Gedächtnis und Zweifel“ - Gedichte deutsch / französisch -, Dillmann Verlag, 1995
- „Von der Unmöglichkeit Wellen zu zählen“, Gedichte (erscheint 2018)

### Anthologien
- „Jahrbuch für Lyrik 2“, hrsgg. v. Karl Otto Conrady und Beate Pinkerneil, 1980
- „…und sehe die Dinge durch meine Sätze“, Edition Literateam Band I Lyrik, Lempp Verlag, 1983
- „Die Zeit wird abgelesen…ungefähr“, Edition Literateam Band II Kurzprosa, Schwenkbeck Verlag, 1985
- „Literarischer März – Lyrik unserer Zeit, Band 5“, hrsgg. v. Franz Deppert, Hanne F. Juritz, Karl Krolow, List Verlag, 1987
- „Ich lebe mit den Nadeln des Regens“, Edition Literateam Band III Lyrik, Dillmann Verlag, 1987
- „Die Welt der Erfindungen und Entdeckungen“, Otto Maier Verlag, 1990
- „Funkenflüge“, hrsgg. v. Neuß / Spiwoks, Quantenspringer Verlag, 1995
- „Premio Litterario Internazionale“, MONS AEGROTORUM, Antologia poetica, Venilia Editrice, 1996
- „Gottesklang; Das kleine Liederbuch“, Kreuz Verlag, 1999
- „exempla Literaturzeitschrift“, Jahrg. 26, Band 1/2000
- „bis zur sanften Behauptung der Dunkelheit“, Literarischer Verein Heilbronn, Verlag Schweikert, 2000
- „SEGNI DI PACE: deutsch-italienisch“, a cura di Otello Lottini, Università degli Studi Roma Tre, Politische Gedichte ins Italienische übersetzt von Dipartimento di Letturatura Comparate, Museo Archeologico Nazionale di Palestrina, 2001
- In: „Wilhelm-Busch-Preis für satirische und humoristische Versdichtung 2002“, hrsgg. v. Schaumburger Landschaft e.V., 2002

### Prosaerzählungen
- „Augenrollen zum Beispiel“, Stgt. Zeitung und exempla, Literaturzeitschrift, Jg. 26, Bd. 1/2000
- „Kannibalen“, 1997
- „Sein Land“, Die Zeit wird abgelesen ... ungefähr, Edition Literateam, Bd. 2, Kurzprosa, hrsg. von Literateam, Schwenkbeck, Stuttgart 1985
- „Ferifan“, 2002
- „Der Aufstieg“, 1996
- "Treffen mit C.", 2017

## Film
- „Verfilmung von Gedichten“, Projekt an der Universität Stuttgart, produziert im Dillmann Verlag, 1984

## Theater + Rundfunk
- „Philemon und Baukis 81“, Theaterstück in 18 Bildern; zusammen mit Alexander Bertsch, Uraufführung im Zimmertheater Tübingen, 1986
- „Augenrollen zum Beispiel“, Funkerzählung, WDR, 1987
- „Absurdes Theater“ Sprechstück nach….., Typoskript 1989, uraufgeführt Stuttgart, 1989
- „Die Herren“, Ein Theaterstück mit Songs, Stuttgart, 1991 (anlässlich des 150. Jubiläums des Evangelischen Mörike-Gymnasiums Stuttgart)
- „Augenrollen zum Beispiel“, Literaturradio Freier Deutscher Autorenverband (FDA), Landesverband Bayern, 2018[3]
- „Treffen mit C.“, Literaturradio Freier Deutscher Autorenverband (FDA), Landesverband Bayern, 2018

## Wissenschaftliche Veröffentlichungen
- „Wissenschaftliche Publikation in der Grazer Aufsatzsammlung „Bukowina““
- „Manifest / Theorie der modernen Lyrik“ (1975)
- Göttinger Arbeiten zur Germanistik: Mittelalter-Rezeption. Hrsgg. v. Jürgen Kühnel, Hans-Dieter Mück, Ulrich Müller, Kümmerle Verlag, 1979.
- „Die Rolle des lyrischen Ich in Gedichten von Paul Celan“, 1980
- „Bearbeitung von Margarete Hannsmanns Gedichtband „Rabenflug““, 1987
- „Poesie in der Isolation Deutschsprachige jüdische Dichter in Enklave und Exil am Beispiel von Bukowiner Autoren seit dem 19. Jahrhundert - zu Gedichten von Rose Ausländer, Paul Celan und Immanuel Weißglas“, Harrassowitz Verlag, 1999

## Didaktische Veröffentlichungen
- „Reflexion über Sprache und Poesie“, 1983
- Anthologie: „Ich will Wolken und Sterne. Jeden Tag“, Gedichte der achtziger Jahre - (zusammen mit Rainer Lang), Klett Verlag, 1985
- „Verseschmiede Spielerischer Umgang mit Gedichten“ (zusammen mit Alexander Bertsch), hrsgg. v. Rainer Siegle und Jürgen Wolff, Klett Verlag, 1986

## Songtexte (Auswahl)
- „4 Songs“, in: Die Herren: Theaterstück
- „Am Kreuz“ in: Coronatus - Porta Obscura, Rangalactic Records, 2008
- „Tantalos“ in: Coronatus - Fabula Magna, Pangalactic Records, 2009